# Westford (hrabstwo Dodge)
Westford – miasto w Stanach Zjednoczonych, w stanie Wisconsin, w hrabstwie Dodge.